# Flight of the Conchords

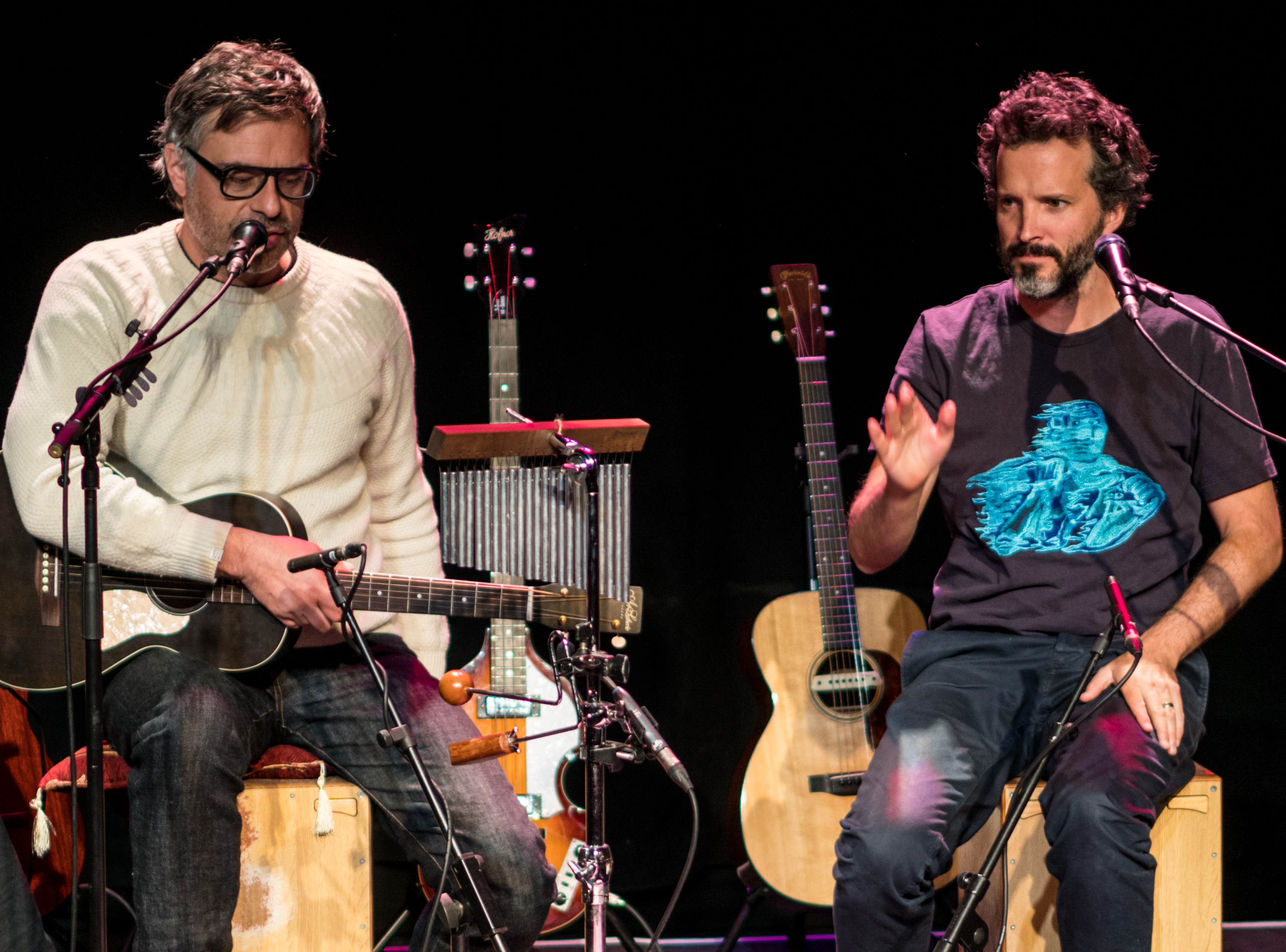

Flight of the Conchords é um dueto da Nova Zelândia, formado por Bret McKenzie e Jemaine Clement. O grupo usa uma combinação de observação sagaz e guitarras acústicas em suas músicas. O dueto da comédia e da música se tornou a primeira base de uma série de rádio da BBC e, em seguida, uma série de TV americana, que estreou em 2006, também chamado de "Flight of the Conchords"

## Prêmios
- Sony Radio Academy Awards 2006 Grammy (Bronze). Melhor série de rádio (comédia).
- 50th Annual Grammy Awards 2007. Melhor Álbum de comédia "The Distant Future".
- New Zealand Music Awards 08. Álbum do ano "Flight of the Conchords".
- New Zealand Music Awards 08. Melhor Grupo